# ヒデリコ
ヒデリコ（日照子、学名：Fimbristylis miliacea (L.) Vahl）は、カヤツリグサ科テンツキ属の植物である。水田によく出現し、小さな小穂を多数つける。

## 特徴
ヒデリコは湿ったところに生える小柄な一年草である。株立ちになって匍匐茎などは出さない。根元から多数の葉をつける。葉は左右から偏平ないわゆる単面葉で、葉の表は存在せず、両側共に裏面であるが、黄緑色で強いつやがある。そのような葉を二方向に出すため、株の基部は全体に左右から偏平になっている。また、基部には葉身のない鞘があるのも特徴。
夏から穂を出す。花茎はやや偏平で、葉より高く伸び、先端でよく分枝して多数の小穂をつける。花序の基部には葉状の苞があるが、花より短い程度。花序は散状になり、長さは8cmになる。何度も枝分かれして非常に多くの小穂をつける。
小穂は2.5-3mm程度と小さく、球形に近い楕円形で、錆褐色。鱗片は卵形で長さ1mm。果実は倒卵形で、熟しても白っぽい。その表面にはまばらに半球形の小さな突起がついているのが特徴。柱頭は三つに分かれる。

## 分布と成育環境
本州から琉球列島まで分布する。国外では朝鮮、中国、インド、インドネシアからオーストラリア、北アメリカ西岸に分布する。日向の湿地、特に水田には非常に多く見かける。前川文雄はこれを史前帰化植物と考えた。名前の意味は「日照り子」で、夏の日照りにも負けないからとの説がある。

## 類似種など
日本のテンツキ属では、特に小穂が小さい種である。同様に小穂が小さいものにはアオテンツキ、ヒメヒラテンツキなどがあるが、小穂が丸っこいこととその数が特に多いことで区別は易しい。クロテンツキは小穂が小さくて丸い点で本種に似ているが、この種の方がやや大型で褐色が強い点で異なり、また葉の基部も左右から扁平にはなっていない。その他の属にも似たものはない。
なお、琉球列島などに小穂がやや大きい型があり、これをタイワンヒデリコ(subsp. koidzumiana (Ohwi) K.Koyama)とする説があるが、実際にははっきりした区別はないようで、認めないことが多い。